# Бретт Даверн
Бретт Даверн (Brett Davern, народився 16 березня 1992, Едмондс, США) — молодий американський актор, найбільш відомий телеглядачам як виконавець ролі Джейка в популярному молодіжному серіалі «Незграбна». Крім того, Бретт Даверн знявся більш, ніж у 20 фільмах різного жанру і формату.

## Творчий шлях
Про кар'єру кіноактора Бретт мріяв з дитинства. Будучи школярем, він їздив до спеціального акторського табору, а коли прийшов час вибирати професію, почав відвідувати акторські курси Американської музичної і драматичної академії.
Бретт знімається в кіно з 18 років. Вперше він потрапив на екрани як актор третього плану в серіалі «CSI: Маямі», з якого починали багато молодих американських акторів. З часом Даверна стали помічати як талановитого актора і брати на більш серйозні ролі. Найбільший пік популярності Бретта припав на період з 2011 року, коли на екрани вийшла драматична комедія «Незграбна» з його участю. У цьому американському серіалі Бретту дісталася роль «гарного хлопця» Джейка, друга, а пізніше і бойфренда головної героїні. Серіал набув великої популярності серед підлітків і молоді, а разом з тим зріс рейтинг і Бретта Даверна.

## Фільмографія
- 2014 Відбір
- 2014 Любов і милосердя
- 2014 Born to Race: Fast Track
- 2013 Обраний
- 2013 Фільм 43
- 2011 Junk
- 2011 Незграбна
- 2010 У павутині закону
- 2010 Американське літо
- 2010 Сміливі ігри
- 2010 Справа 219
- 2008 Гравець 5150
- 2008—… У простому вигляді
- 2006 Прекрасний Огайо
- 2005—2011 Медіум
- 2003—2010 Мертва справа
- 2002—… CSI: Маямі